# Pailles
Pailles är en ort i Mauritius.   Den ligger i distriktet Moka, i den västra delen av landet, 4 km söder om huvudstaden Port Louis. Pailles ligger 73 meter över havet och antalet invånare är 10 622. Den ligger på ön Mauritius.
Terrängen runt Pailles är varierad. Havet är nära Pailles åt nordväst. Runt Pailles är det ganska tätbefolkat, med 230 invånare per kvadratkilometer. Närmaste större samhälle är Port Louis, 3,6 km norr om Pailles. Omgivningarna runt Pailles är en mosaik av jordbruksmark och naturlig växtlighet.